# Jean-Paul LeBlanc
Pour les articles homonymes, voir Leblanc.
Jean-Paul LeBlanc, né le 16 août 1923 à Memramcook et mort le 28 novembre 2021 à Moncton, est un homme d'affaires et un homme politique canadien.

## Biographie
Jean-Paul LeBlanc est né le 16 août 1923 dans le quartier de College Bridge, à Memramcook, au Nouveau-Brunswick. Son père est Edgar T. LeBlanc et sa mère est Anna Landry. Il étudie au Collège Saint-Joseph de Memramcook puis à l'Université Saint-Francis-Xavier d'Antigonish. Il épouse Isabel MacLellan le 31 mai 1948 et le couple a huit enfants.
Il est député de Cité de Moncton à l'Assemblée législative du Nouveau-Brunswick de 1970 à 1974 en tant que progressiste-conservateur. Il est président du Conseil du Trésor de 1972 à 1974, ministre des Affaires municipales de 1970 à 1972 et ministre du Tourisme de 1972 à 1974. Il est aussi conseiller du comté de Westmorland et conseiller municipal de Moncton entre 1953 et 1970 ainsi que maire maire intérimaire de Moncton entre 1965 et 1970.
Il est membre de la Légion royale canadienne, de la Main Brace Naval Veterans Association of Canada, du Club Rotary, des Chevaliers de Colomb, du Moncton Men's Press Club, du Club de curling Beauséjour et du Club de golf de Moncton.